# Mörderische Gesellschaften – Eine Geschichte der Mafia
Mörderische Gesellschaften – Eine Geschichte der Mafia ist ein zweiteiliger deutscher Dokumentarfilm von Bernhard Pfletschinger mit den Titeln „Der Aufstieg der Mafia“ und „Die unheimliche Macht der Mafia“.

## Handlung

### Der Aufstieg der Mafia
Mafia: Ein Wort auf der ganzen Welt gleich buchstabiert und ausgesprochen, das jeder sofort mit Italien verbindet. Der erste Film des Zweiteilers geht den Gründungsmythen und der tatsächlichen Entstehungsgeschichte der Mafia-Gruppen auf Sizilien (Cosa Nostra), in Kalabrien (’Ndrangheta) und Kampanien (Camorra) seit dem 18. Jahrhundert nach und zeigt mit den Mafia-Historikern Enzo Ciconte und Salvatore Savoia ihre gesellschaftlichen und kulturellen Wurzeln auf. Zur Sprache kommen unter anderem auch die Mafiamorde von Duisburg vom August des Jahres 2007.

### Die unheimliche Macht der Mafia
Der zweite Teil behandelt mit den Interviews von Politikern wie Caterina Chinnici, Salvatore Cusimano Giuseppe Cipriani und Giulio Andreotti, Untersuchungsrichtern Antonella Consiglio und Domenico Gozzo, sowie den Schriftstellern Gian Mauro Costa und Isaia Sales, den großen politischen Einfluss der Mafia in Italien im 20. Jahrhundert und auch heute, durch Mafia-Bosse wie Giuseppe Genco „Zi Peppi Jencu“ Russo aus Mussomeli und Calogero „Don Calò“ di Vizzini, der es sogar zum Bürgermeister von Villalba schaffte. Der Autor zeigt die verhängnisvolle Vernetzung der Mafia mit einzelnen prominenten Politikern, Parteien und Behörden auf. Er schildert die vielfältigen Versuche, die Mafia einzudämmen und die Wirkungslosigkeit vieler Anstrengungen. Zur Sprache kommen unter anderem auch die Mordattentate auf die Untersuchungsrichter Rocco Chinnici, Giovanni Falcone und Paolo Borsellino, sowie der historische Maxi-Prozess. Eine große Rolle im Film spielt der Ort Corleone und die Bosse der Corleonesi namens Michele Navarra, Luciano „Lucianeddu“ Liggio, Salvatore „Totò“ Riina und Bernardo „Zu Binnu“ Provenzano, sowie der einstige Bürgermeister von Palermo namens Vito Ciancimino, mit Verbindungen zur Mafia. Auch die Entstehung der amerikanischen Cosa Nostra und deren Bosse wie Charles „Lucky“ Luciano und Vito Genovese mit guten Beziehungen zur sizilianischen Cosa Nostra sind ein Thema.